# Benthe König
Benthe König (* 7. April 1998) ist eine niederländische Leichtathletin, die sich auf das Kugelstoßen spezialisiert hat.

## Sportliche Laufbahn
Erste internationale Erfahrungen sammelte Benthe König beim Europäischen Olympischen Jugendfestival (EYOF) 2013 in Utrecht, bei dem sie mit einer Weite von 15,23 m die Bronzemedaille mit der leichteren 3-kg-Kugel gewann. 2017 belegte sie bei den U20-Europameisterschaften in Grosseto mit 14,90 m den neunten Platz und 2019 wurde sie bei den U23-Europameisterschaften in Gävle mit 16,37 m Sechste. 2022 schied sie bei den Weltmeisterschaften in Eugene mit 17,51 m in der Qualifikationsrunde aus und auch bei den Europameisterschaften in München verpasste sie mit 17,27 m den Finaleinzug. 2023 schied sie dann bei den Halleneuropameisterschaften in Istanbul mit 17,23 m in der Vorrunde aus und im Jahr darauf verpasste sie bei den Europameisterschaften in Rom mit 17,02 m den Finaleinzug.